# Motore Toyota KR
Il motore Toyota KR è un motore endotermico prodotto a partire dal 2005 dalla casa automobilistica giapponese Daihatsu, di proprietà della Toyota.

## Caratteristiche ed applicazioni

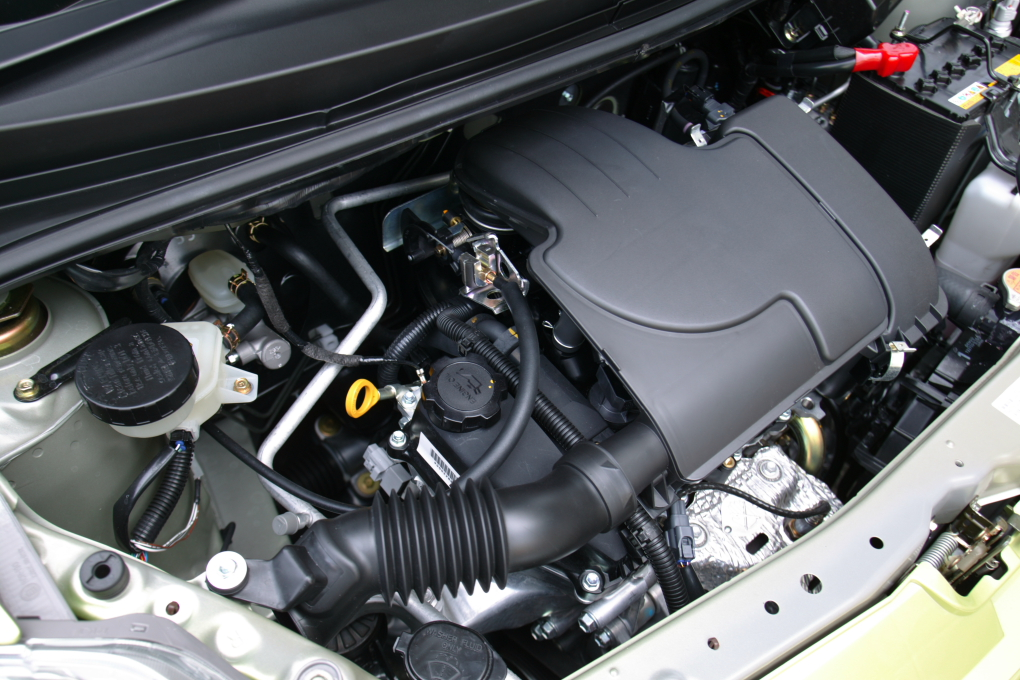
Vista del motore 1KR-FE

Si tratta di un motore tricilindrico proposto in due varianti, con o senza fasatura variabile. Quello con fasatura variabile, che è anche il più conosciuto, prende la sigla di 1KR-FE, mentre l'altro è noto con la sigla 1KR-DE.
Tra le due varianti sono molte le caratteristiche in comune, che vengono così riepilogate:
- architettura a 3 cilindri in linea;
- impostazione di tipo sottoquadro;
- basamento e testata in lega di alluminio;
- alesaggio e corsa: 71x84 mm;
- cilindrata: 998 cm³;
- distribuzione a doppio asse a camme in testa;
- testata a 4 valvole per cilindro;
- collettore di aspirazione e coperchio punterie in materiale plastico;
- alimentazione ad iniezione elettronica multipoint;
- rapporto di compressione: 10.5:1;
- albero a gomiti su 4 supporti di banco.

Tra le altre caratteristiche va ricordato il sistema di fissaggio del motore nel vano motore mediante un sofisticato sistema a sospensione baricentrica, che permette di eliminare le vibrazioni trasmesse dal motore stesso alla scocca.

### Motore 1KR-FE

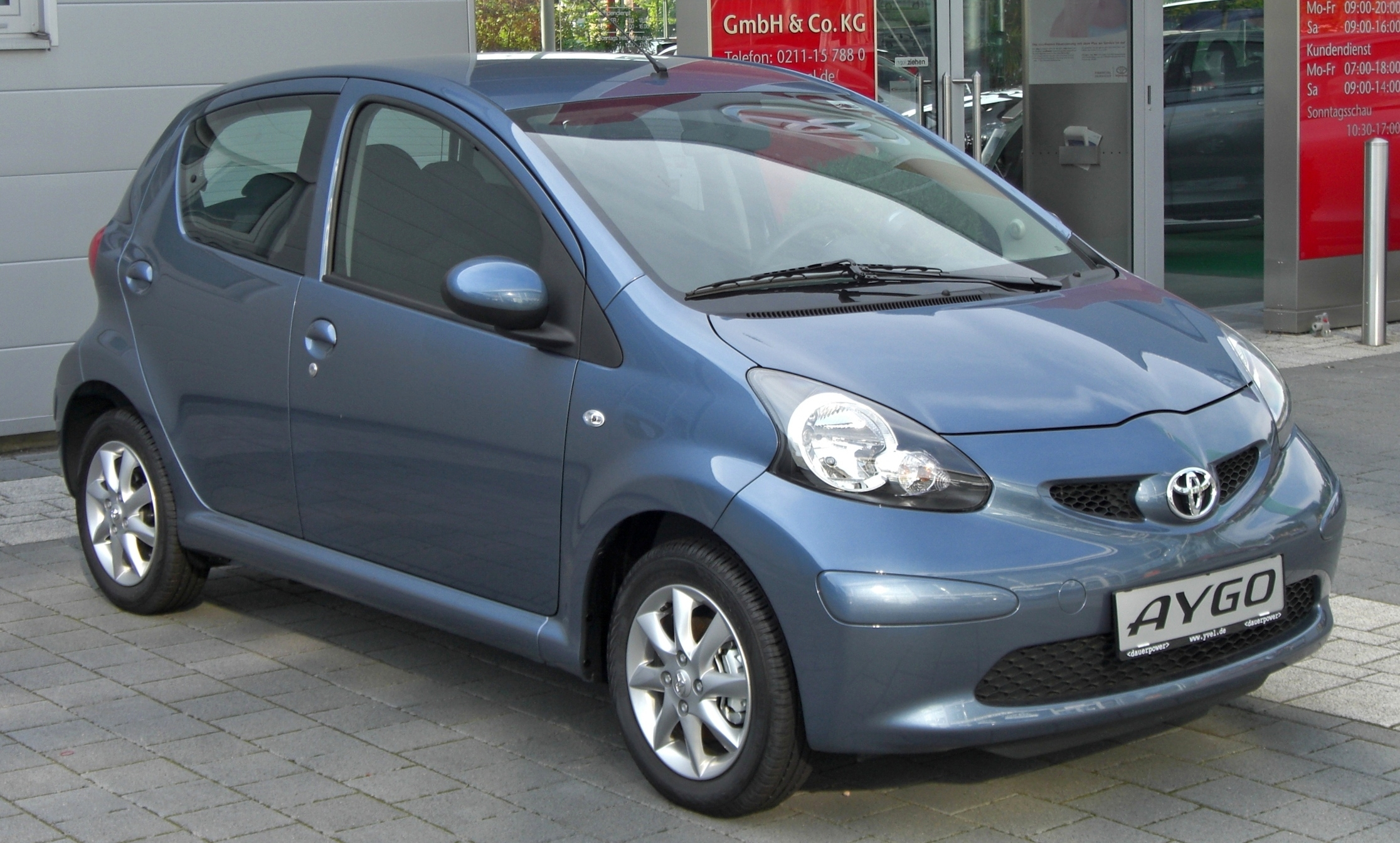
La Toyota Aygo è stata dotata dell'unità tricilindrica 1KR-FE

Il motore 1KR-FE è stato progettato e realizzato dalla Toyota per equipaggiare le sue nuove citycar che avrebbe prodotto a partire dalla metà degli anni 2000, anche se in seguito le sue applicazioni sarebbero state estese ad altri modelli prodotti anche dalla Daihatsu e dalla Subaru. Si tratta della variante dotata di fasatura variabile del tipo VVt-i, cioè quella di progettazione Toyota. Questo motore è in grado di erogare una potenza massima di 50 kW (68 CV) a 6500 giri/min, con una coppia massima di 9.48 kgm (93 Nm a 3600 giri/min. Nell'aprile del 2018, solo per le tre citycar prodotte in collaborazione con il gruppo PSA tale motore subì alcuni aggiornamenti che fra l'altro ne hanno portato la potenza massima a 72 CV a 6000 giri/min, mentre la coppia massima ha subito invece una leggerissima flessione, scendendo a 93 Nm a 4400 giri/min. Nelle altre applicazioni ancora esistenti nel 2018 il motore 1KR-FE non ha subito nessun aggiornamento di rilievo.
Le applicazioni di questo motore includono:
- BYD F0 (2008-19);
- Toyota Aygo Mk1 (2005-14);
- Toyota Aygo Mk2 (2014-18);
- Toyota Vitz/Yaris Mk2 1.0 12v (2005-11);
- Toyota Yaris Mk3 1.0 12v (2011-20);
- Toyota iQ (2008-16);
- Toyota Belta (2012-16);
- Hyundai Getz 1.0i (2002-11)
- Kia Picanto 1.0i 12v (2005-10)
- Hyundai Atos 1.0i 12v (2005-11)
- Peugeot 107 1.0 12v (2005-14);
- Peugeot 108 (2014-18);
- Citroën C1 Mk1 1.0 12v (2005-14);
- Citroën C1 Mk2 1.0 12v (2014-18);
- Daihatsu Thor / Toyota Roomy / Subaru Justy (dal 2016);
- Toyota Tank (2016-20);
- Daihatsu Sirion/Boon/Toyota Passo (2005-15);
- Daihatsu Cuore (2006-18);
- Subaru Justy (2008-10).

Questo motore viene costruito sia in Giappone, sia in Polonia, da dove poi viene inviato agli stabilimenti cechi della TPCA per essere montati sui modelli frutto della joint-venture fra Toyota e gruppo PSA.

### Motore 1KR-B52
Si tratta di un'evoluzione dell'unità precedente e progettata espressamente per i mercati europei in modo da rispettare la normativa Euro 6.2. Introdotto nel 2018, tale motore mantenne pressoché invariate le caratteristiche prestazionali rispetto alla precedente unità 1KR-FE e trovò applicazione nei tre modelli previsti per il Vecchio Continente, ossia:
- Toyota Aygo Mk2 (2018-21);
- Citroën C1 Mk2 (2018-21);
- Peugeot 108 (2018-21).

### Motore 1KR-DE

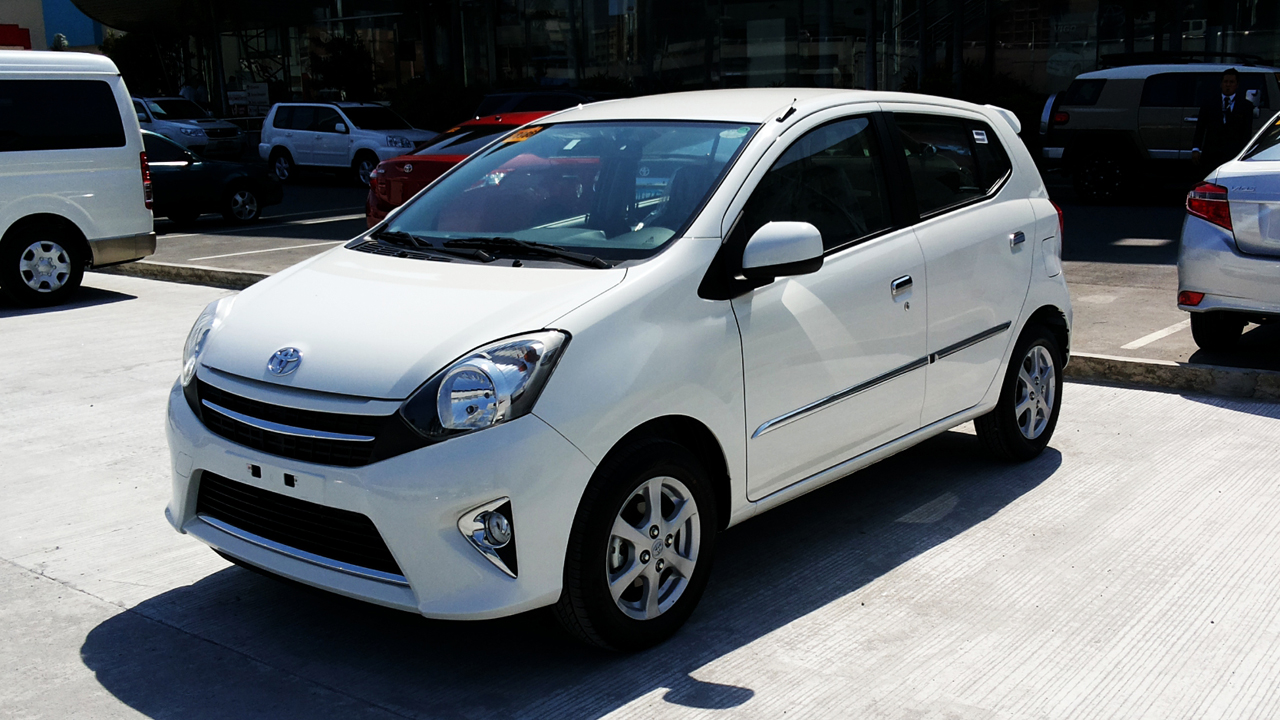
La Toyota Wigo è tra le applicazioni del motore 1KR-DE.

Questa sigla identifica la variante sprovvista di fasatura variabile: si tratta di un motore progettato appositamente per i mercati indonesiano e filippino e per alcuni modelli specifici per tali mercati. Le doti prestazionali di questo motore sono leggermente inferiori a quelle dell'altra variante, pertanto la potenza massima si ferma a 67 CV a 6000 giri/min, mentre la coppia massima è di 85 Nm a 3600 giri/min. Questo motore è stato montato sui seguenti modelli:
- Toyota Agya (2012-17), solo per il mercato indonesiano;
- Toyota Wigo (2013-17), solo per il mercato filippino;
- Daihatsu Ayla (2013-23), solo per il mercato indonesiano;
- Daihatsu Hi-Max (2016-19), solo per il mercato indonesiano.

### Motore 1KR-DE2

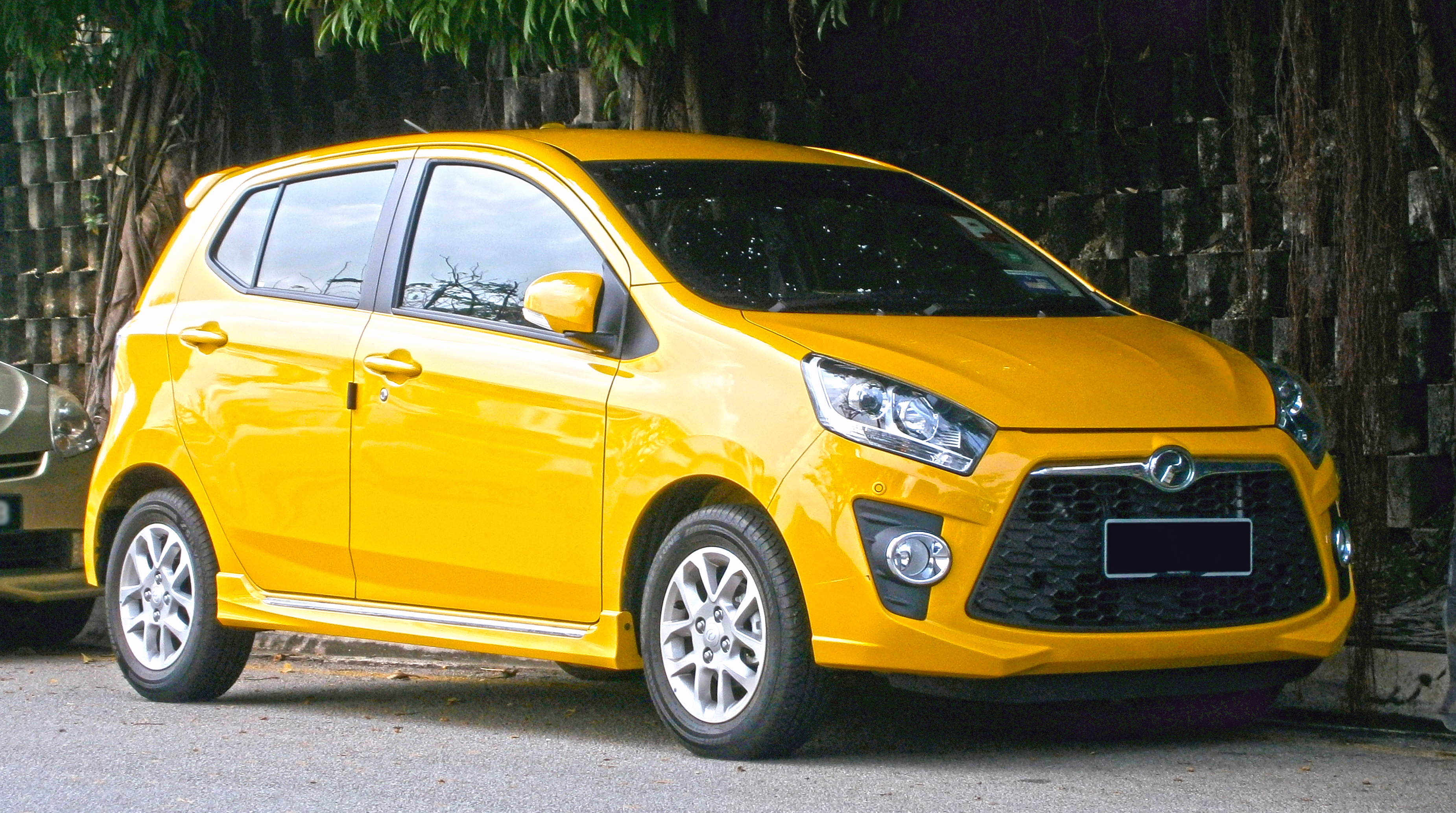
Una Perodua Axia, unica applicazione del motore 1KR-DE2

Questa terza variante è destinata ad essere montata unicamente sotto il cofano della Perodua Axia, un modello prodotto fra il 2014 ed il 2017 in Indonesia e destinato solo ad alcuni mercati della zona. Si tratta di una versione leggermente più performante della motorizzazione precedente, e la cui potenza massima è di 66 CV a 6000 giri/min, con un picco di coppia pari a 90 Nm a 3600 giri/min. Le caratteristiche di cilindrata, alesaggio e corsa sono identiche a quelle del motore 1KR-DE, e come in quest'ultimo motore è assente il sistema di fasatura variabile. Fra le altre caratteristiche di questo motore vanno menzionati il rapporto di compressione pari a 11:1 e la sua conformità teorica con le normative europee Euro 4.

### Motore 1KR-VE
Questa è un'ulteriore variante sul tema KR e consiste in un'unità prodotta in Malesia per essere montata sotto il cofano di alcuni modelli Perodua e Daihatsu previsti per i mercati locali. Si tratta in pratica di un motore tecnicamente più vicino a quello utilizzato in Europa, in quanto anch'esso monta la fasatura variabile. Le prestazioni sono pure molto simili a quelle dei motori 1KR-FE, in quanto si arriva ad erogare una potenza massima di 67 CV ed una coppia massima di 91 Nm, rispettivamente a 6000 e a 4400 giri/min. Inoltre, sono state introdotte anche alcune modifiche specifiche, come un condotto di aspirazione ridisegnato, un collettore di aspirazione più lungo ed il rapporto di compressione portato ad 11,5:1. Questo motore trova applicazione sotto il cofano dei seguenti modelli:
- Perodua Bezza (dal 2016);
- Toyota Agya (dal 04/2017);
- Daihatsu Sigra (dal 2016);
- Perodua Axia (dal 2017).

### Motore 1KR-VET
Questo motore, introdotto nell'autunno del 2016, altro non è che una variante sovralimentata dell'unità 1KR-VE, della quale viene conservato anche il sistema di fasatura variabile. La sovralimentazione avviene mediante un turbocompressore che consente al propulsore di erogare fino a 98 CV di potenza massima, contro i 68 del suo omologo aspirato, nonché una coppia massima di 140 Nm. Le sue applicazioni sono le seguenti:
- Daihatsu Thor (dal 2016);
- Toyota Roomy/Tank e Subaru Justy (dal 2016);
- Daihatsu Rocky / Toyota Raize (dal 2019);
- Perodua Ativa (dal 2021).